# Seriola fasciata
Seriola fasciata es una especie de peces de la familia Carangidae en el orden de los Perciformes.

## Morfología
• Los machos pueden llegar alcanzar los 67,5 cm de longitud total.

## Distribución geográfica
Se encuentra en el  Atlántico occidental (desde Massachusetts hasta Brasil) y en el  Atlántico oriental ( Madeira ).